# Зелений Гай (Привільненська сільська громада)
Зелений Гай — село в Україні, у Привільненській сільській громаді Баштанського району Миколаївської області. Населення становить 7 осіб.

## Населення
Згідно з переписом УРСР 1989 року чисельність наявного населення села становила 7 осіб, з яких 3 чоловіки та 4 жінки.
За переписом населення України 2001 року в селі мешкало 7 осіб.

### Мова
Розподіл населення за рідною мовою за даними перепису 2001 року:
| Мова       | Відсоток |
| ---------- | -------- |
| українська | 71,43 %  |
| російська  | 28,57 %  |